# Prowincja Al-Madijja
Prowincja Al-Madijja (arab. ولاية المدية; fr. Province de Médéa) – jedna z 48 prowincji Algierii, znajdująca się w północnej części kraju.